# Damalis scrobiculata
Damalis scrobiculata là một loài ruồi trong họ Asilidae. Damalis scrobiculata được Frey miêu tả năm 1934. Loài này phân bố ở miền Ấn Độ - Mã Lai.